# Onthophagus kiambram
Onthophagus kiambram là một loài bọ cánh cứng trong họ Bọ hung (Scarabaeidae).